# Taça de Portugal 1948-1949
La Taça de Portugal 1948-1949 fu la 10ª edizione della Coppa di Portogallo. Il Benfica vinse la sua quarta coppa nazionale battendo in finale 2-1 l'Atlético de Portugal.

## Squadre partecipanti
In questa edizione erano presenti tutte le 14 squadre di Primeira Divisão, 14 squadre di Segunda Divisão e il Marítimo come campione di Madera.

### Primeira Divisão

#### 14 squadre
| - Atlético CP - Belenenses - Benfica - Boavista - Braga | - Covilhã - Estoril Praia - Lusitano VRSA - O Elvas - Olhanense | - Porto - Sporting Lisbona - Vitória Guimarães - Vitória Setúbal |

### Segunda Divisão

#### 14 squadre
| - Académica - Académico de Viseu - Almada - Barreirense - CUF Barreiro | - Famalicão - Leões Santarém - Luso Beja - Oliveirense - Oriental Lisbona | - Portimonense - Sanjoanense - Silves - Tirsense |

### Altra partecipante
- Marítimo

## Primo turno
|                    | Risultato |                  |
| ------------------ | --------- | ---------------- |
| Vitória Setúbal    | 3 - 1     | Portimonense     |
| Vitória Guimarães  | 3 - 2     | Estoril Praia    |
| Tirsense           | 2 - 1     | Sporting Lisbona |
| Braga              | 1 - 0     | Olhanense        |
| Sanjoanense        | 0 - 1     | CUF Barreiro     |
| Leões Santarém     | 1 - 3     | Académica        |
| Lusitano VRSA      | 7 - 0     | Silves           |
| Famalicão          | 2 - 1     | Oliveirense      |
| Benfica            | 7 - 1     | Boavista         |
| Belenenses         | 4 - 1     | Oriental Lisbona |
| Luso Beja          | 2 - 3     | Covilhã          |
| Atlético CP        | 2 - 1     | Barreirense      |
| Almada             | 1 - 2     | Porto            |
| Académico de Viseu | 2 - 1     | O Elvas          |

## Secondo turno
|                   | Risultato |                    |
| ----------------- | --------- | ------------------ |
| Vitória Setúbal   | 8 - 1     | Académica          |
| Vitória Guimarães | 1 - 4     | Porto              |
| Covilhã           | 4 - 1     | CUF Barreiro       |
| Braga             | 1 - 0     | Belenenses         |
| Lusitano VRSA     | 5 - 1     | Tirsense           |
| Benfica           | 13 - 1    | Académico de Viseu |
| Atlético CP       | 2 - 1     | Famalicão          |

## Quarti di finale
|                 | Risultato |               |
| --------------- | --------- | ------------- |
| Vitória Setúbal | 1 - 0     | Porto         |
| Covilhã         | 3 - 1     | Braga         |
| Benfica         | 9 - 3     | Marítimo      |
| Atlético CP     | 6 - 2     | Lusitano VRSA |

## Semifinali
|                 | Risultato |             |
| --------------- | --------- | ----------- |
| Vitória Setúbal | 0 - 5     | Benfica     |
| Covilhã         | 0 - 1     | Atlético CP |

## Finale
| Arbitro: | Paulo de Oliveira (Santarém) |

|              |           |                     |
| Martinho 90’ | Marcatori | 78’ Corona 80’ Pipi |

| Atlético CP | Benfica |

### Formazioni
| Atlético CP |   |                    |
|             |   |                    |
| POR         | 1 | Francisco Correia  |
| DIF         |   | Abreu              |
| DIF         |   | José Lopes         |
| DIF         |   | Baptista           |
| CEN         |   | Gregório Santos () |
| CEN         |   | Morais             |
| ATT         |   | Henrique David     |
| ATT         |   | Carlo Martinho     |
| ATT         |   | Caninhas           |
| ATT         |   | Armindo Silva      |
| ATT         |   | Lopes Carneiro     |
| Sostituiti: |   |                    |
| Allenatore: |   |                    |
| Pedro Areso |   |                    |

| Benfica     |   |                          |
|             |   |                          |
| POR         | 1 | Rogério Contreiras       |
| DIF         |   | Félix Antunes            |
| DIF         |   | Joaquim Fernandes        |
| DIF         |   | Jacinto Marques          |
| CEN         |   | Rogério Pipi             |
| CEN         |   | Francisco Moreira        |
| CEN         |   | Francisco Ferreira ()    |
| CEN         |   | Eduardo Corona           |
| ATT         |   | Guilherme Espírito Santo |
| ATT         |   | Arsénio Duarte           |
| ATT         |   | Alfredo Melão            |
| Sostituiti: |   |                          |
| Allenatore: |   |                          |
| Ted Smith   |   |                          |